# Azienda vinicola
L'azienda vinicola è un'azienda adibita alla produzione di vino. Al suo interno sono presenti gli impianti per la trasformazione dell'uva in vino, dell'imbottigliamento ed i depositi dedicati alla conservazione del vino prima della commercializzazione.
A differenza un'azienda vitivinicola è un'azienda agricola con viticoltura e tutte le attività che intraprende l'azienda vinicola.